# Hynerpeton
Hynerpeton (griech.: "kriechendes Tier aus Hyner" (Stadt in Pennsylvania)) war ein primitives, vermutlich carnivores Amphibium, das in den Flüssen und Mündungsgebieten des späten Devon lebte. Er gehört zu den ältesten gefundenen Landwirbeltieren (Tetrapoda) und ist etwa 360 Millionen Jahre alt. Seine Überreste wurden in der Catskill-Formation in Pennsylvania gefunden.
Bisher wurden nur Schulterknochen, zwei Unterkiefer, ein weiterer Teil des Schädels sowie einige Rippen gefunden. Die Schulterknochen waren vergleichsweise kräftig gebaut und erlaubten Hynerpeton eine größere Mobilität an Land als anderen primitiven Amphibien des Devon. Merkmale des Chleithrums (Teil des Schultergürtels) zeigen, dass Hynerpeton wahrscheinlich keine inneren Kiemen, wie die von Fischen, mehr besaß, im Gegensatz zu etwa Acanthostega oder Ichthyostega. Im Vergleich zu anderen primitiven Amphibien (etwa Densignathus) ist der Kiefer von Hynerpeton weniger kräftig gebaut, was grundlegende Rückschlüsse auf sein Nahrungsspektrum zulässt. Die Unterschiede könnten auch Hinweis auf eine Nischenteilung der beiden Tiere sein.